# Спальдинги
Спальдинги («жители Спальды») — племя англов, заселявших в Англии землю под названием Спальда. Она была расположена в Восточной Англии (современной области Южная Голландия в Линкольншире). Город Спальдинг, впервые упомянутый в грамоте короля Этельбальда Мерсийского монахам Кроуландского аббатства в 716 году, так же теперь извествен как деревня Спальдингтон в восточной Йоркшире.
Племя, жившее в Спальде упомянуто в Tribal Hidage (VII век). Эйлерт Эквел считает данный этноним имеющим неясное происхождение. Он предполагает, что племя спальдингов могло быть известно ещё на континенте, где могла быть их древняя территория до переселения в Британию с остальными англосаксами. Этноним, предположительно, связан с недошедшим до нас
англосаксонским словом spaldan («раскалывать») (OHG spaltan), а соответствующее существительное может означать «овраг» или «расселина».
Скорее всего, спальдинги имели внутреннуюю автономию до IX—X веков, пока Стамфорд не стал одной из пяти боро королевства Йорк.